# Çamaş
Çamaş là một huyện thuộc tỉnh Ordu, Thổ Nhĩ Kỳ. Huyện có diện tích 91 km² và dân số thời điểm năm 2007 là 10667 người, mật độ 117 người/km².